# 傑克·馬瑞斯尼克
雅各·尚恩·馬瑞斯尼克（英語：Jacob Shawn Marisnick，1991年3月30日—），為美國職棒大聯盟的外野手，目前效力於洛杉磯天使 。他於2009年美國職棒大聯盟選秀第3輪被藍鳥隊選走。他先前曾效力過馬林魚、太空人、大都會、小熊、教士、海盜與道奇等隊，並於2013年登上大聯盟。

## 職業生涯

### 邁阿密馬林魚
2013年7月23日，馬林魚一次將兩名2A新人—馬瑞斯尼克和克里斯蒂安·葉力奇同時升上大聯盟。而馬瑞斯尼克在7月26日擊出大聯盟首安。7月31日擊出大聯盟首轟。
2014年5月27日，馬瑞斯尼克被下放至3A。後來在6月16日因為葉力奇受傷而再次升上大聯盟。

### 休士頓太空人
2014年7月31日，馬林魚將馬瑞斯尼克、Colin Moran和Francis Martes交易至太空人，換來Jarred Cosart、Austin Wates和安立奎·赫南德茲。該年他在太空人隊出賽51場比賽，打擊率2成72，3轟19分打點，以及6次盜壘成功。而他的防守評價也很高。
2015年球季，馬瑞斯尼克進入了太空人的開季先發名單內。該年他繳出打擊率2成36，9轟36分打點的成績。不過他在2016年開季打得並不順，因此在4月底被下放到小聯盟。5月5日，因為球隊將外野手Carlos Gómez裁掉，因此由馬瑞斯尼克和Tony Kemp兩個人一同分擔中外野的位置。
2017年，他的打擊率為2成43，16轟35分打點。該年太空人拿下隊史新高的101勝，並順利進軍世界大賽。不過馬瑞斯尼克因為受傷，無法參與季後賽。但他還是拿到了一枚冠軍戒。
2018年，他再度陷入打擊低潮，並在7月初被下放。該年他打擊率為2成11。而球隊雖然拿下103勝，不過在美聯冠軍賽遭到紅襪淘汰。
2019年7月7日，他在一次靠著高飛犧牲打回壘時與天使隊捕手強納森·路克羅伊發生碰撞。路克羅伊後來因為腦震盪提前離場，而他也因為被主審認定違反棒球跑壘規則而被判出局，最後馬瑞斯尼克被聯盟判處2場禁賽。7月18日，在面對天使隊的比賽中，馬瑞斯尼克遭到天使投手Noé Ramirez丟出蓄意觸身球。不過馬瑞斯尼克並沒有和對方投手吵起來，甚至還阻止隊友與天使隊員發生衝突。而Ramirez和天使總教練Brad Ausmus最後遭到驅逐出場。7月29日，馬瑞斯尼克不打算上訴，選擇接受聯盟的禁賽處分。該年球季他的打擊率為2成33，10轟34分打點。而太空人拿下隊史新高的單季107勝，不過他們在世界大賽輸給了國民隊。

### 紐約大都會
2019年12月5日，大都會用Blake Taylor和Kenedy Corona向太空人交易馬瑞斯尼克。

### 芝加哥小熊
2021年2月20日，馬瑞斯尼克和小熊隊簽下1年150萬美元的合約。

### 聖地牙哥教士
2021年7月30日，小熊隊將馬瑞斯尼克交易到教士隊，換來Anderson Espinoza。

### 德州遊騎兵
2022年3月14日，馬瑞斯尼克與遊騎兵隊簽下小聯盟合約。4月5日，他遭到球團釋出。

### 匹茲堡海盜
2022年4月6日，馬瑞斯尼克與海盜隊簽下一年合約。

### 亞特蘭大勇士
2022年8月31日，馬瑞斯尼克與勇士隊簽下小聯盟約。

### 芝加哥白襪
2023年1月10日，馬瑞斯尼克與白襪隊簽下小聯盟約。

### 底特律老虎
2023年5月30日，白襪將馬瑞斯尼克交易到老虎。

## 外部連結
- 球員資訊和成績在MLB，ESPN，Baseball-Reference，Fangraphs（英文）